# Hadya, Sakleshpur
Hadya là một làng thuộc tehsil Sakleshpur, huyện Hassan, bang Karnataka, Ấn Độ.